# Hans Bolza
Hans Bolza (Zell am Main, 20 de setembro de 1889 – Wurtzburgo, 6 de junho de 1986) foi um empresário alemão. Foi gerente geral e CEO de longa data da tradicional empresa de Wurtzburgo Koenig & Bauer e presidente da Industrie- und Handelskammer em Würzburg de 1945 a 1961. Hans Bolza é autor de vários livros.

## Formação e carreira
Hans Bolza nasceu em 1889, bisneto do inventor da máquina de impressão de cilindros Friedrich Koenig. Seu pai, Albrecht Bolza, filho da filha de Friedrich, Luise Koenig e Moritz Bolza, juntou-se à empresa em 1886. Sob sua liderança, um novo prédio de fábrica foi construído no local atual, no lado direito do rio Meno (1901) e em 1905 a fábrica de prensas de alta velocidade Koenig & Bauer foi convertida em GmbH.
Em 1919 Hans Bolza começou a trabalhar na empresa "Koenig und Bauer". Sob sua liderança, a empresa foi convertida em uma sociedade anônima (1920), a fábrica de impressoras de alta velocidade Schnellpressenfabrik Bohn & Herber em Würzburg foi adquirida e a primeira dobradeira de mandíbula foi construída em 1937. Ambas as fábricas foram destruídas na Segunda Guerra Mundial. Em 1945, Hans Bolza foi nomeado presidente da IHK Würzburg pelas autoridades de ocupação.
Como seus dois filhos morreram prematuramente e ele queria garantir a sucessão familiar na cúpula da empresa, Hans Bolza adotou em 1959 o técnico Hans-Bernhard Schünemann (1926-2010), que estava na Koenig und Bauer desde 1951. Este projetou em 1954 a impressora de rotogravura reversível Rembrandt. Schünemann veio de uma antiga família de editores e impressores de Bremen. Desde então, ele e seus descendentes têm o duplo nome de Bolza-Schünemann. Em 1971, Hans-Bernhard Bolza-Schünemann assumiu a presidência do conselho.
Hans Bolza morreu em 1986.

## Publicações
Hans Bolza é autor ou coautor das seguintes publicações 
- Staatsbankrott? Inflation? Neues Geld? Abstempelung? Neue Steuern? Antworten auf aktuelle Fragen; Würzburg, Schöningh, 1946
- Grundriß einer systematischen Wirtschaftslehre. 1. Band. 2., erweiterte Auflage; Verlag: Stuttgart, Kohlhammer, 1947
- Was sind Zahlungsmittel?, Schöningh, 1948
- Grundsätzliches zur staatlichen Finanz- und Steuerpolitik, 1950
- Friedrich Koenig und die Erfindung der Druckmaschine, in: Technikgeschichte 34, 1967
- Der Wirtschaftsablauf in ökonometrischer Sicht, Westdeutscher Verlag, 1967
- Das Denkschema der Erneuerung als Leitgedanke der wirtschaftlichen Abrechnung, Kirschbaum, 1970
- Währungsverfall zerstört die Wirtschaftsordnung - Eine Diagnose, 1971
- Die Elemente der Ökonometrie; Springer, 1971

## Honrarias
- 1956: membro da Verein Deutscher Ingenieure (VDI)[4]
- 1959: Ordem do Mérito da Baviera
- 1968: Anel de Honra da cidade de Wurzburgo